# Timothy Evans
Timothy John Evans (20. listopadu 1924 Merthyr Tydfil – 9. března 1950 Londýn) byl velšský občan neprávem popravený za vraždu své manželky Beryl a dcery Geraldine v jejich rezidenci v Notting Hill v Londýně. 

## Život
Pocházel z města Merthyr Tydfil ve státě Glamorgan ve Walesu. Jako dítě měl problémy s řečí, čímž ve škole trpěl. Po úrazu v osmi letech se mu na pravé noze objevila tuberkulózní veruka, která se nikdy zcela nezahojila a kvůli níž měl ve škole značnou absenci. Z toho důvodu dosáhl nižšího vzdělání a v dospělosti nižší úroveň gramotnosti. Často si vymýšlel různé historky, což přetrvalo až do jeho dospělosti a narušovalo to jeho snahu o získání důvěry při jednání s policií a soudy.
V dospělosti pracoval jako malíř a dekoratér a později pracoval v uhelných dolech. Dne 25. dubna 1946 byl u soudu pokutován za krádež auta a řízení bez řidičského průkazu.
V září 1947 si vzal Beryl Susanna Thorley. Společně se přestěhovali do Notting Hill, kde se jim narodila dcera Geraldine.
V listopadu informoval policii v Merthyr Tydfil, že je jeho žena mrtvá. Následně přiznal, že ji zabil a její tělo pak odhodil do kanalizační stoky. Policie tuto možnost vyvrátila.
Poté byl jejich dům prohledán. Na zahradě byla nalezena zakopaná těla Beryl Susanna Thorley a její dcery Geraldine. Sám Evans ale odmítal, že by zabil i svoji dceru. Pitva odhalila, že byly obě ženy uškrceny. Během soudního procesu obvinil ze spáchání vražd svého souseda z přízemí Johna Christieho, který byl hlavním svědkem obžaloby. Poté se sám přiznal k uškrcení své manželky Beryl během jejich hádky. Dceru Geraldine uškrtil o dva dny později.
Tyto výslechy sloužily jako hlavní důkazy ve vyšetřování. Po mnoha letech bylo prokázáno, že se bál násilí ze strany policie, a tento strach spolu se šokem ho pravděpodobně přiměly k falešnému přiznání. V lednu 1950 byl odsouzen k popravě za vraždu své dcery a manželky. Popraven byl 9. března 1950.
Tři roky po jeho popravě bylo zjištěno, že vrahem je John Christie. Ten ve stejném domě zavraždil několik dalších žen, včetně své vlastní manželky Ethel. Později byl odsouzen k trestu smrti a během čekání na popravu se k vraždě paní Evansové přiznal.
Úřední vyšetřování v roce 1966 dospělo k závěru, že Christie zavraždil i Evansovu dceru Geraldine. Timothy Evansovi byla posmrtně udělena milost.